# Katedrála Sveticchoveli
Katedrála Sveticchoveli (gruzínsky სვეტიცხოვლის საკათედრო ტაძარი – sveticchovlis sakatedro tadzari, v překladu Katedrála životodárných sloupů) je katedrála v centru města Mccheta, bývalého hlavního města Gruzie. V roce 1996 byl klášter zapsán spolu s jinými památkami v Mcchetě na Seznam světového dědictví UNESCO.
Katedrála byla po dobu několika staletí korunovačním a pohřebním místem gruzínkých monarchů a současně hlavním chrámem Gruzínské pravoslavné církve. V současné době je sídlem arcibiskupa Mcchety a Tbilisi, který je současně katolikosem Gruzínské pravoslavné církve. Jedná se o druhou největší katedrálu v celé Gruzii, a to po katedrále Nejsvětější Trojice v Tbilisi.

## Historie
Katedrála byla postavena v letech 1010 až 1029 gruzínským stavitelem Arsakidze. Na jejím místě se nacházel kostel od 4. století. Jednalo se o první gruzínský kostel, který byl postaven za vlády kavkazsko-iberského krále Miriana III (306–337). O předchůdce katedrály se přou již legendy ke křesťanizaci Gruzie v roce 317.